# Villa Erba
A Villa Erba é uma mansão histórica localizada nas margens do lago de Como em Cernobbio na Itália.

## História
A villa foi construída entre 1898 e 1901 por Luigi Erba, filho do proeminente empresário italiano Carlo Erba, fundador da empresa farmacêutica Erba. Após a morte de Luigi Erba, a villa foi herdada por sua filha Carla (1880–1939) e foi utilizada por membros de sua família.
Em 1986, a propriedade foi adquirida por um consórcio público para ser usada como centro de congressos.
Em 2003, a mansão foi utilizadoa como local de filmagem para o filme de 2004 Ocean's Twelve, enquanto a cantora americana Gwen Stefani gravou aqui o videoclipe de seu single de 2005 Cool.